# “Heroes”
“Heroes” es el duodécimo álbum del músico y compositor británico David Bowie, lanzado el 14 de octubre de 1977 por RCA Records. Es la segunda entrega de su 'Berlin Trilogy' junto a Brian Eno (siendo las otras Low y Lodger). “Heroes” desarrolla el sonido de Low en una dirección más positiva. De los tres álbumes, es el que más se ajusta a la denominación de "Berlín", siendo el único que se grabó allí íntegramente. La pista que da nombre al álbum sigue siendo una de las más conocidas de Bowie, una historia de amor entre dos personas que se conocen en el muro de Berlín. El álbum es considerado por los críticos como uno de los mejores del artista, en parte gracias a la contribución del guitarrista de King Crimson, Robert Fripp, quién voló desde Estados Unidos y grabó sus partes en un día.
Fue bien recibido por la crítica y fue nombrado 'Álbum del año' por NME. La canción homónima sigue siendo una de las canciones más conocidas y aclamadas de Bowie. El álbum fue incluido en el libro 1001 Albums You Must Hear Before You Die.

## Producción y estilo
Grabado en Hansa Tonstudio en lo que entonces era Berlín Oeste, “Heroes” reflejó el Zeitgeist (espíritu) de la época de la Guerra Fría, simbolizado por la ciudad dividida. El coproductor Tony Visconti lo consideró como "una de mis últimas grandes aventuras al hacer álbumes. El estudio estaba a unas 500 yardas (460 metros) del Muro de Berlín. Los Guardias Rojos miraban por la ventana de nuestra sala de control con potentes binoculares". A principios de 1977, Kraftwerk había hecho mención de Bowie en la canción principal de su álbum Trans-Europe Express, y nuevamente Bowie le rindió homenaje a sus influencias de Krautrock: el título es un guiño al tema "Hero" del álbum Neu! '75 de la banda alemana Neu! - cuyo guitarrista Michael Rother había sido abordado originalmente para tocar en el álbum - mientras que V-2 Schneider está inspirado y bautizado con el nombre de Florian Schneider de Kraftwerk. 
La foto de portada de Masayoshi Sukita fue inspirada por el artista alemán Erich Heckel Roquairol. Bowie dijo que las comillas en el título "indican una dimensión de ironía sobre la palabra 'héroes' o sobre todo el concepto de heroísmo". 
Brian Eno instigó la participación de Robert Fripp. "Recibí una llamada telefónica cuando vivía en Nueva York en julio de 1977", recordó el guitarrista. "Era Brian Eno. Dijo que él y David estaban grabando en Berlín y me pasaron de largo. David dijo: '¿Te interesaría tocar una 'distorsionada' guitarra de rock' n 'roll?' Le dije: 'Bueno, hace tres años que no toco realmente, pero si está dispuesto a correr un riesgo, yo también lo haré'. Poco después, llegó un boleto de primera clase en Lufthansa". Al llegar al estudio, y sufriendo de jet lag, Fripp grabó una parte de guitarra para Beauty and the Beast: esta primera toma fue utilizada en la mezcla final de la canción. 
Aunque “Heroes” continuó el trabajo de Bowie en estilos de música electrónica y ambiental, e incluyó una serie de instrumentales oscuros y atmosféricos como en Sense of Doubt y Neuköln, fue considerado como un trabajo artístico altamente apasionado y positivo, particularmente después del melancólico Low. La letra de Joe the Lion, escrita y grabada en el micrófono "en menos de una hora" según Visconti, tipificaba la naturaleza improvisada de la grabación. 
Eno empleó sus Oblique Strategies durante la grabación del álbum. Estas eran tarjetas que tenían por objetivo ayudar a artistas (particularmente músicos) a romper bloqueos creativos, impulsando lo que se conoció como pensamiento lateral. Algunas versiones sugieren que fueron utilizadas durante la grabación de instrumentales como "Sense of Doubt".

## Lanzamiento e impacto
RCA Records comercializó "Heroes" con el lema "Está la Old Wave. Está la New Wave... Y está David Bowie.". El disco disfrutó de una recepción crítica positiva en su lanzamiento a finales de 1977, tanto Melody Maker como NME lo nombraron el "Álbum del año". Llegó al número 3 en el Reino Unido y permaneció en las listas durante 26 semanas, pero tuvo menos éxito en los EE. UU., Donde alcanzó el puesto número 35. El álbum fue lanzado en Alemania con la canción principal retitulada "Héroes" / "Helden y con partes de la letra en alemán. Una primera instancia de la influencia duradera del álbum es el comentario de John Lennon en 1980 que, al hacer su álbum Double Fantasy, su ambición era "hacer algo tan bueno como “Heroes”." Rolling Stone destacó la contribución de Eno, argumentando que después de la "explotación autoritaria" de Bowie en Low, Heroes”' "provoca una lectura mucho más entusiasta de la colaboración, que aquí toma la forma de una unión de los instintos dramáticos de Bowie y la inquebrantable serenidad sonora de Eno".
Varias canciones del álbum se tocaron en vivo en la gira de Bowie, Isolar II Tour en 1978, lanzado en el álbum en vivo Stage, el mismo año, y nuevamente desde un lugar diferente en 2018 con Welcome to the Blackout. Philip Glass adaptó una suite clásica, “Heroes” Symphony, de este álbum como acompañante de su anterior Low Symphony. La canción que da nombre al disco ha sido versionada por numerosos artistas, por ejemplo, como un 'bis' por las posteriores formaciones de King Crimson, y Billy Mackenzie cantó The Secret Life of Arabia en 1982 para el disco de la B.E.F., Music of Quality and Distinction. Se usaron varias pistas en la película Christiane F. en la cual Bowie hace de sí mismo.
La canción “Heroes” ha sido elegida, así mismo, para ser el sencillo más significativo de la adaptación cinematográfica de la novela de Stephen Chbosky, "Las ventajas de ser invisible", estrenada en 2012 y coprotagonizada por Logan Lerman, Emma Watson y Ezra Miller.
La portada del álbum de Bowie de 2013, The Next Day, es una versión alterada y oscurecida de la portada de “Heroes”. Esta versión tiene la palabra “Heroes” tachada y el rostro de Bowie oscurecido por una recuadro blanco opaco que dice "The Next Day".

## Reediciones
“Heroes” fue lanzado por primera vez en CD por RCA Records a mediados de la década de 1980. Fue reeditado en 1991 por Rykodisc con dos pistas adicionales. La edición de 1991 fue lanzada en el Reino Unido en CD, casete y LP por EMI Records, y posteriormente se volvió a publicar en una edición de 20 bits numerada SBM AU20 Gold CD. Un lanzamiento adicional en 1999 por EMI/Virgin, sin pistas adicionales, presentó un sonido digitalmente remasterizado de 24 bits.
En 2017, el álbum fue remasterizado para la caja recopilatoria, A New Career in a New Town (1977-1982) lanzado por Parlophone. Fue lanzado en CD, vinilo y formatos digitales, como parte de esta compilación y luego por separado al año siguiente. Un cambio de volumen en la canción “Heroes” recibió la ira de los admiradores y críticos, que Parlophone procedió a describir como intencional e inalterable,  debido a daños en las cintas maestras originales. Luego de que las voces críticas no cesaron, se publicó una declaración en el sitio web oficial de Bowie anunciando los discos de reemplazo corregidos para el CD y LP “Heroes”.

## Lista de canciones
Todas las letras compuestas por David Bowie, excepto donde se indique lo contrario.
Lado A
| N.º | Título                   | Escritor(es)     | Duración |  |
| 1.  | «Beauty and the Beast»   |                  | 3:32     |  |
| 2.  | «Joe the Lion»           |                  | 3:05     |  |
| 3.  | «“Heroes”»               | Bowie, Brian Eno | 6:07     |  |
| 4.  | «Sons of the Silent Age» |                  | 3:15     |  |
| 5.  | «Blackout»               |                  | 3:50     |  |

Lado B
| N.º | Título                      | Escritor(es)              | Duración |  |
| 6.  | «V-2 Schneider»             |                           | 3:10     |  |
| 7.  | «Sense of Doubt»            |                           | 3:57     |  |
| 8.  | «Moss Garden»               | Bowie, Eno                | 5:03     |  |
| 9.  | «Neuköln»                   | Bowie, Eno                | 4:34     |  |
| 10. | «The Secret Life of Arabia» | Bowie, Eno, Carlos Alomar | 3:46     |  |

Bonus Tracks (1990 Rykodisc/EMI)
| N.º | Título                                                                                  | Duración |  |
| 1.  | «Abdulmajid» (Previously unreleased track, recorded 1976–79; composed by Bowie and Eno) | 3:40     |  |
| 2.  | «Joe the Lion» (Remixed version, 1991)                                                  | 3:08     |  |

## Personal
- David Bowie – voz principal y coros, teclados, guitarras, saxofón y koto
- Robert Fripp – guitarra principal
- Carlos Alomar – guitarra rítmica
- Brian Eno – teclados
- Dennis Davis – batería
- George Murray – bajo
- Tony Visconti – coros
- Antonia Maass – coros

### Personal técnico
- David Bowie – productor
- Tony Visconti – productor, ingeniero de sonido
- Colin Thurston – ingeniero

## Posicionamiento

### Álbum
| Año  | Lista                | Posición |
| ---- | -------------------- | -------- |
| 1977 | UK Albums Chart      | 3        |
| 1977 | Holanda              | 3        |
| 1977 | Australia            | 6        |
| 1977 | Italia               | 11       |
| 1977 | Billboard Pop Albums | 35       |
| 1977 | Noruega              | 13       |
| 1977 | Austria              | 19       |
| 1977 | Suecia               | 13       |

### Sencillo
| año  | Sencillo               | Lista            | Posición |
| ---- | ---------------------- | ---------------- | -------- |
| 1977 | “Heroes”               | UK Singles Chart | 24       |
| 1977 | “Heroes”               | Austria          | 19       |
| 1977 | “Heroes”               | Dutch Top 40     | 9        |
| 1978 | "Beauty and the Beast" | UK Singles Chart | 39       |